# 昌福寺 (刈谷市)
昌福寺（しょうふくじ）は、愛知県刈谷市野田町西屋敷2-1にある浄土宗鎮西派の寺院。山号は寿永山。本尊は阿弥陀如来。法然上人三河二十五霊場第17番札所。

## 歴史
応永15年（1408年）、永専によって創建された。当初は真宗高田派の寺院であり、涼清院永専坊と称していた。稲垣氏の居城とされる野田城は昌福寺や野田八幡宮や教栄寺の付近にあったとされる。天正18年（1590年）には野田城が廃城となっている。承応元年（1652年）に浄土宗に改宗し、寿永山昌福寺に改称した。
寛政2年（1790年）には刈谷城主の土井氏が高掛金を命じたことから、三河国刈谷藩領で寛政一揆が起こった。その発端として昌福寺では小垣江の専称寺とともに寺参会が開かれ、各村の百姓代が気勢を上げた。刈谷町から参加して百姓らに演説した中町善造は、一揆の首謀者とみなされて入獄している。
1967年（昭和42年）には文化功労者の加藤与五郎が静岡県熱海市の自宅で死去し、昌福寺で葬儀が行われた。

## 境内
「フェライトの父」とされる化学者の加藤与五郎や、「VHSの父」とされる技術者の高野鎮雄の菩提寺である。

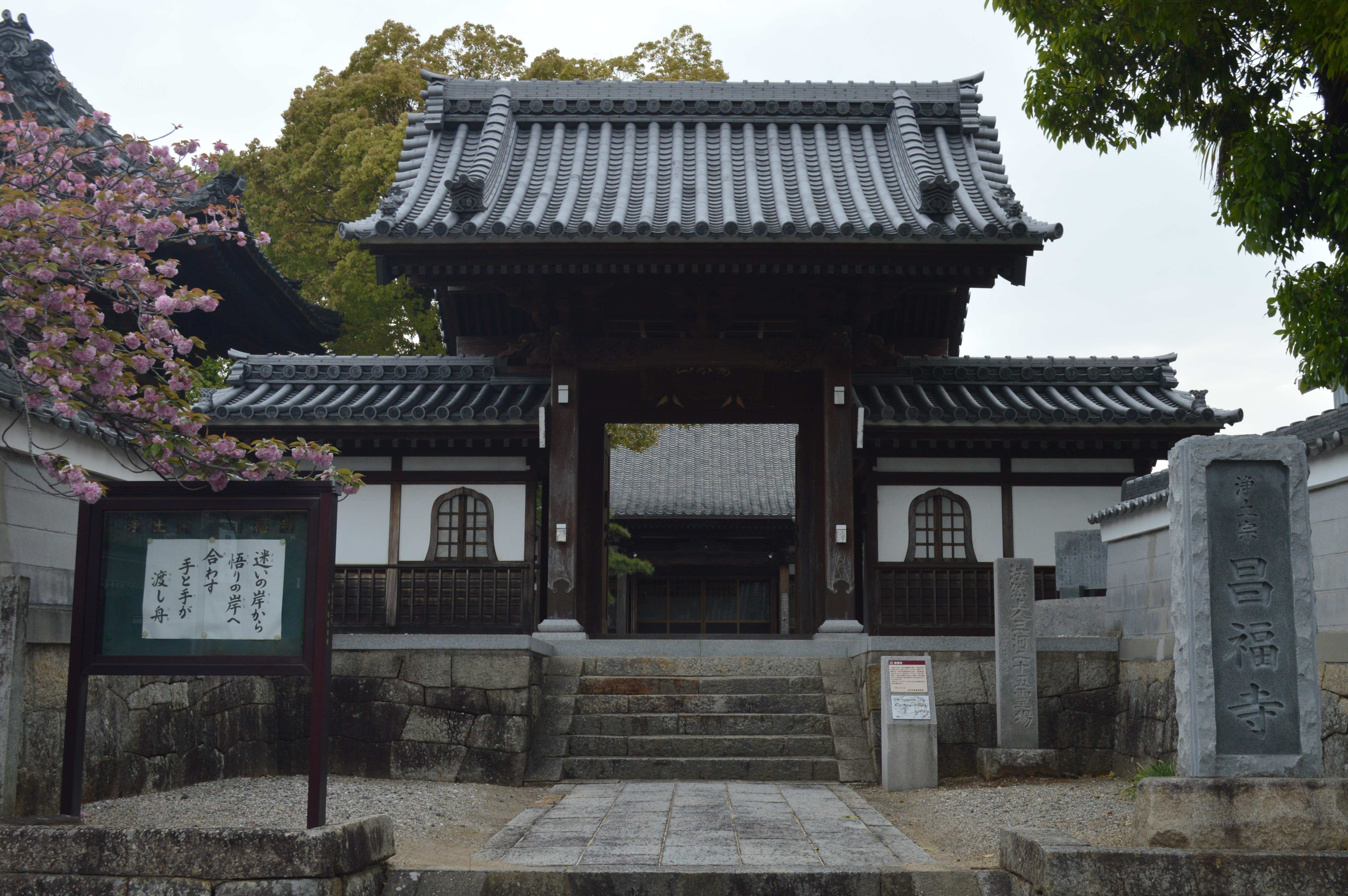
山門
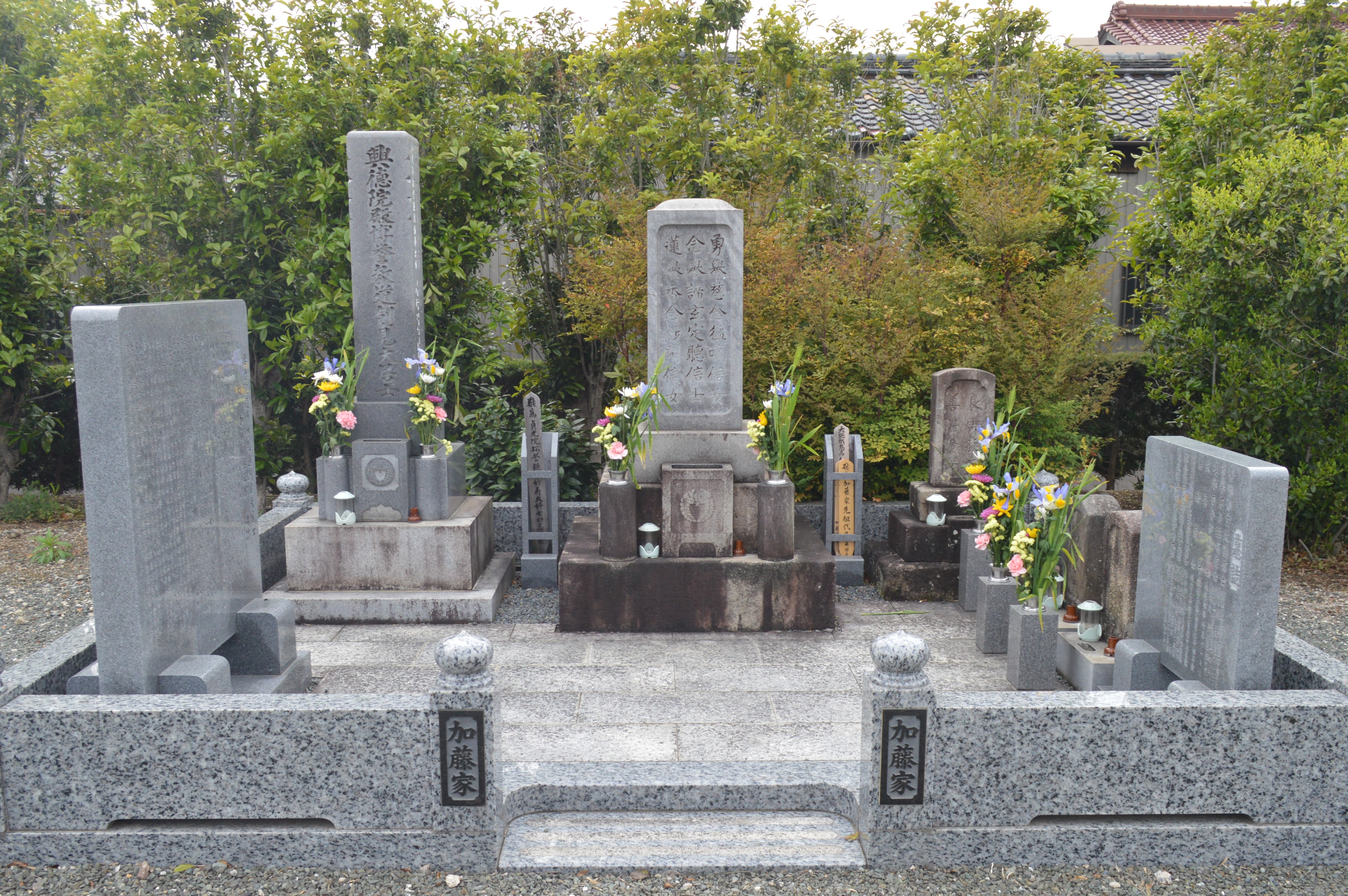
加藤家（加藤与五郎）の墓

- 本堂
- 薬師堂
- 鐘楼
- 手水舎
- 三十三観音
- 地蔵菩薩

- 山門
- 加藤家（加藤与五郎）の墓

## 所在地
所在地
- 448-0803 愛知県刈谷市野田町西屋敷2-1

アクセス
- JR東海道本線野田新町駅より徒歩